# Eschweilera rhododendrifolia
Eschweilera rhododendrifolia är en tvåhjärtbladig växtart som beskrevs av Albert Charles Smith. Eschweilera rhododendrifolia ingår i släktet Eschweilera och familjen Lecythidaceae. IUCN kategoriserar arten globalt som sårbar. Inga underarter finns listade i Catalogue of Life.